# 永祚寺
37°50′43″N 112°35′29″E / 37.84523°N 112.59127°E
永祚寺，又称双塔寺，位于山西太原迎泽区东南郝庄镇郝庄村村南500米处，南岗北侧。

## 历史

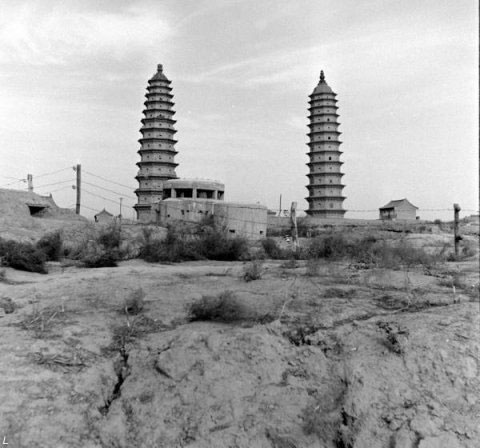
1948年，第二次国共内战期间的永祚寺

永祚寺始建于明朝万历二十五年（1597年），当时名为“永明寺”，仅有东塔（文峰塔），于万历二十七年（1599年）建成。文峰塔位于太原城的东南方向，是一座风水塔，由山东布政司参议傅霖、傅之谟父子主持修建，用于弥补太原城文运难以兴盛的风水缺陷。
万历三十六年（1608年），晋王朱敏淳邀请护国禅师、五台山显通寺主持妙峰禅师（法名福登），来太原主持扩建永明寺，至万历四十年（1612年）建成西塔（宣文塔）和无梁殿，并将寺名更名为“永祚寺”，避免与五台山敕建永明寺重名，意喻“永锡祚胤”。宣文塔以捐助人万历之母孝定皇太后的尊号命名。
顺治十五年（1658年）、康熙二十一年（1682年）、康熙三十年（1691年）陆续建造并成现状。民国十六年（1927年）补建。
1985年启用的太原市市徽就采用了永祚寺图案。

## 建筑
永祚寺目前包括五个院落，占地130亩，9万平方米，建筑面积4017平方米。寺院位于下院，包括前中后三进院落；上院为塔院，位于下院东南侧。上下两院呈45度夹角。碑廊连接上下两院，曲折爬升。
永祚寺双塔，包括东塔（文峰塔）和西塔（宣文塔），均位于东南侧的上院，相距46米，均为八角十三层，高54.76米。双塔均采用内外双筒的空心结构，设有盘旋楼梯登塔。宣文塔的十三层塔檐边沿都使用孔雀蓝色琉璃瓦。双塔均为明代建筑，中间的过殿则为清代增建。
正殿无梁殿位于下院，为砖砌结构，分上下两层，下殿上阁，下层为大雄宝殿、上层为三圣阁。下层的大雄宝殿面阔五间，殿内供奉释迦牟尼佛、阿弥陀佛和东方药师佛三尊佛像，其中阿弥陀佛贴金铜像高3.85米。上层的三圣阁面阔三间，供奉观音，顶部的砖雕藻井采用帆拱式结构，层层内收，由方形、八角形过渡到圆形，颇为精巧。两旁建有配殿。
山门建于1980年，系青砖砌筑的无梁建筑，仿木结构，歇山顶，面阔三间，进深一间。

## 碑廊
永祚寺碑廊藏有碑碣刻石260余通，包括明代的《宝贤堂集古法帖》、清代的《古宝贤堂法帖》，苏轼墨迹“赤壁怀古”摹勒本等。

## 保护
2006年5月25日，永祚寺公布为第六批全国重点文物保护单位。
1981-1984年，西塔进行加固维修。1995-1996年，东塔进行纠偏、加固。现仅开放西塔登塔。

## 牡丹
永祚寺现有牡丹6000余株，包括7株明代牡丹“紫霞仙”